# Дом правительства Киргизской ССР
Дом правительства Киргизской ССР – административное здание, расположенное в г. Бишкеке по адресу ул. Абдумомунова, д. 205. Здание является памятником истории и архитектуры республиканского значения.

## История
Здание было построено в 1936 году к девятнадцатой годовщине Октябрьской революции как здание для работы правительства Киргизской ССР и сохраняло свою административную функцию до распада СССР, хотя с 1957 года в здании находился Верховный совет республики, поскольку Правительству было выделено новое здание.
В 1997 году было принято решение часть здания передать в пользование Американскому университету, а в 2001 году площадь, занимаемая этим учреждением, была расширена. Позднее Университет был перемещен в другое здание, а в Верховном совете с 2015 года начал работу Верховный суд Киргизии.

## Архитектура
Здание построено в 1936 году по проекту архитектора Ю. В. Дубова. Здание решено в авангардном стиле, постконструктивистской манере, сочетая в себе признаки архитектуры авангарда (ригидный ритм прямоугольных окон, ярко выраженные горизонтальные линии, четкие вертикальное сегментирование фасада), а также классические черты, выражающиеся, в основном, в особенностях декора. Интерьер здания был богато декорирован национальными узорами.
В 1937 году, согласно проекту архитектора П. Иванова, к зданию Верховного совета были пристроены боковые портальные группы со стилистическими элементами классицизма, в частности, колоннами, увенчанными капителями. В 1946 году по проекту архитектора В. Верюжского была выполнена реконструкция и надстройка верхней части здания, на которой теперь были размещены геральдические символы.
Здание было изображено на почтовых марках, выпущенных в честь 25-летия и 40-летия республики (в 1951 и 1966 годах).